# Gilbert Pratt
Gilbert Pratt (Providence, Rhode Island; 16 de febrero de 1892 – Los Ángeles, California; 10 de diciembre de 1954) fue un director, guionista y actor cinematográfico estadounidense, activo principalmente en la época del cine mudo. A lo largo de su carrera dirigió unas 90 producciones estrenadas entre 1917 y 1936.

## Biografía
Nacido en Providence, Rhode Island, su nombre completo era Gilbert Walker Pratt. Pratt inició su carrera cinematográfica como actor de carácter, pasando pronto a la dirección, trabajando para Kalem Company y para Hal Roach. En los años 1920 sumó a su actividad la de guionista, escribiendo gags para Al Christie en Vitagraph y para Mack Sennett. Con la llegada del cine sonoro, Pratt pasó a redactar guiones de cintas dramáticas, con algunas incursiones en el género de la comedia.
Pratt falleció en 1954 en Los Ángeles, California, a los 62 años de edad.

## Selección de su filmografía

### Director
- Pinched, codirigida con Harold Lloyd (1917)
- Move On, codirigida con Billy Gilbert (1917)
- The Big Idea, codirigida con Hal Mohr (1917)
- The Tip, codirigida con Billy Gilbert (1918)
- The Lamb, codirigida con Harold Lloyd (1918)
- Hit Him Again (1918)
- Beat It (1918)
- Wanted - $5,000 (1919)
- A Close Shave (1920)
- The Egg (1922)

### Guionista
- Just Married, de Frank R. Strayer (1928)

### Actor
- College Days
- Shorty Among the Cannibals
- Shorty's Troubled Sleep
- Lonesome Luke on Tin Can Alley, de Hal Roach (1917)
- Lonesome Luke's Honeymoon, de Hal Roach (1917)
- Lonesome Luke, Plumber
- Stop! Luke! Listen!, de Hal Roach (1917)
- Lonesome Luke, Messenger
- From Laramie to London (1917)
- Love, Laughs and Lather (1917)
- Clubs Are Trump, de Hal Roach (1917)
- We Never Sleep (1917)